# Knut Gislén
Knut Albert Gislén, född den 11 juli 1860 i Åsaka socken, Skaraborgs län, död den 1 november 1943 i Jönköping, var en svensk ämbetsman.
Gislén blev student vid Lunds universitet 1881 och avlade hovrättsexamen där 1886. Han blev vice häradshövding 1889, extra länsnotarie i Kalmar län 1890 och länsbokhållare där 1891. Åren 1907–1927 var Gislén landskamrerare i Jönköpings län. Han blev riddare av Nordstjärneorden 1913 och kommendör av andra klassen av Vasaorden 1922.
Knut Gislén var son till kyrkoherde Lars Gislén och Nelly Hasselrot. Han gifte sig 1892 med Anna Dandenelle, som var dotter till provinsialläkaren August Dandenelle och Mathilda Lodén. Makarna var föräldrar till Torsten Gislén. De vilar på Dunkehalla kyrkogård.